# Långbro sjukhus

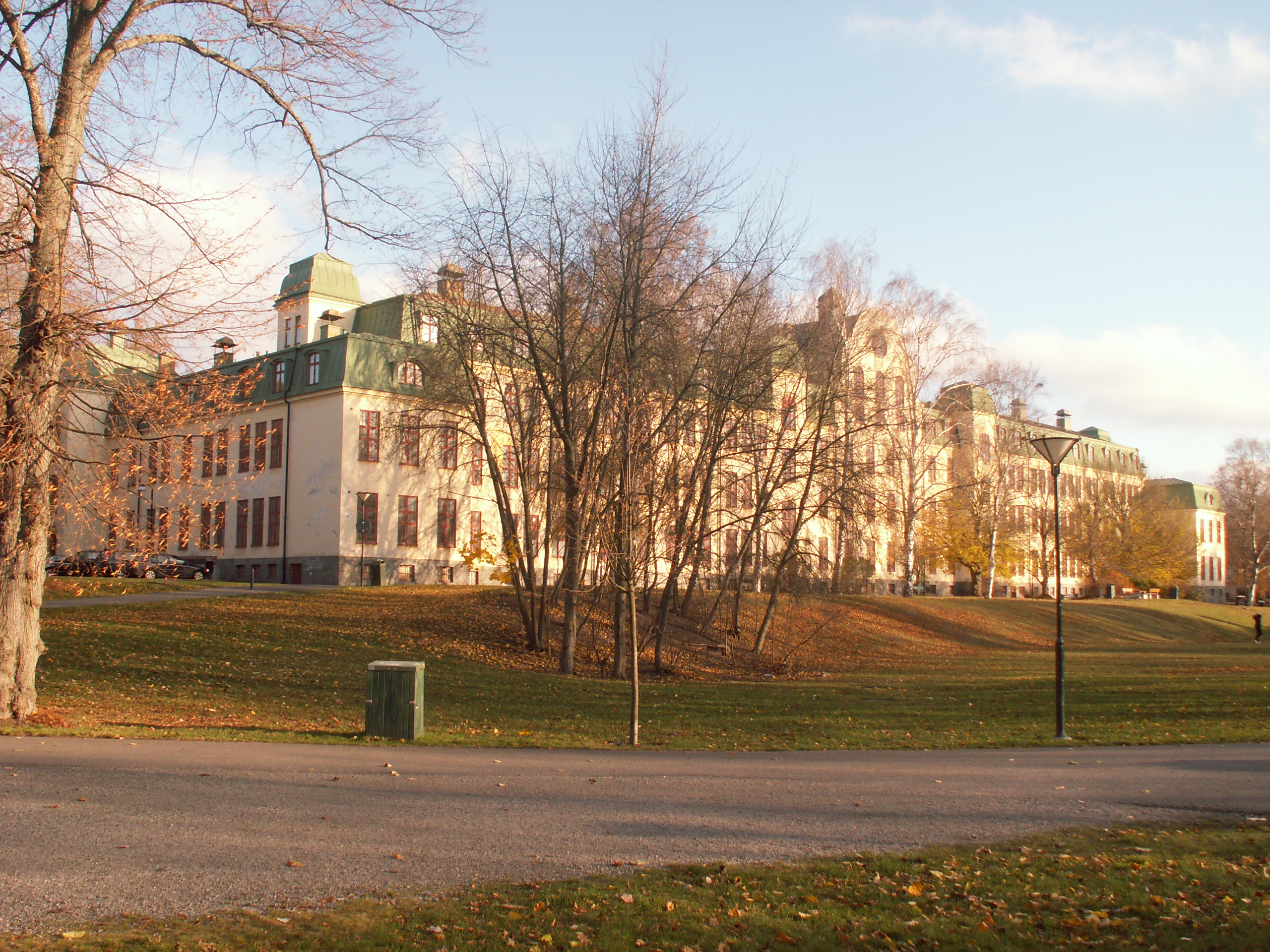
Långbroparken, Stora Mans.

Långbro sjukhus utgjorde tidigare ett psykiatriskt sjukhus i Långbro, Stockholms kommun. Arkitekt var Gustaf Wickman. Sjukhuset byggdes 1905–10 och lades ned 1997. Långbroparken utgör det tidigare sjukhusets kärnområde.

## Historik

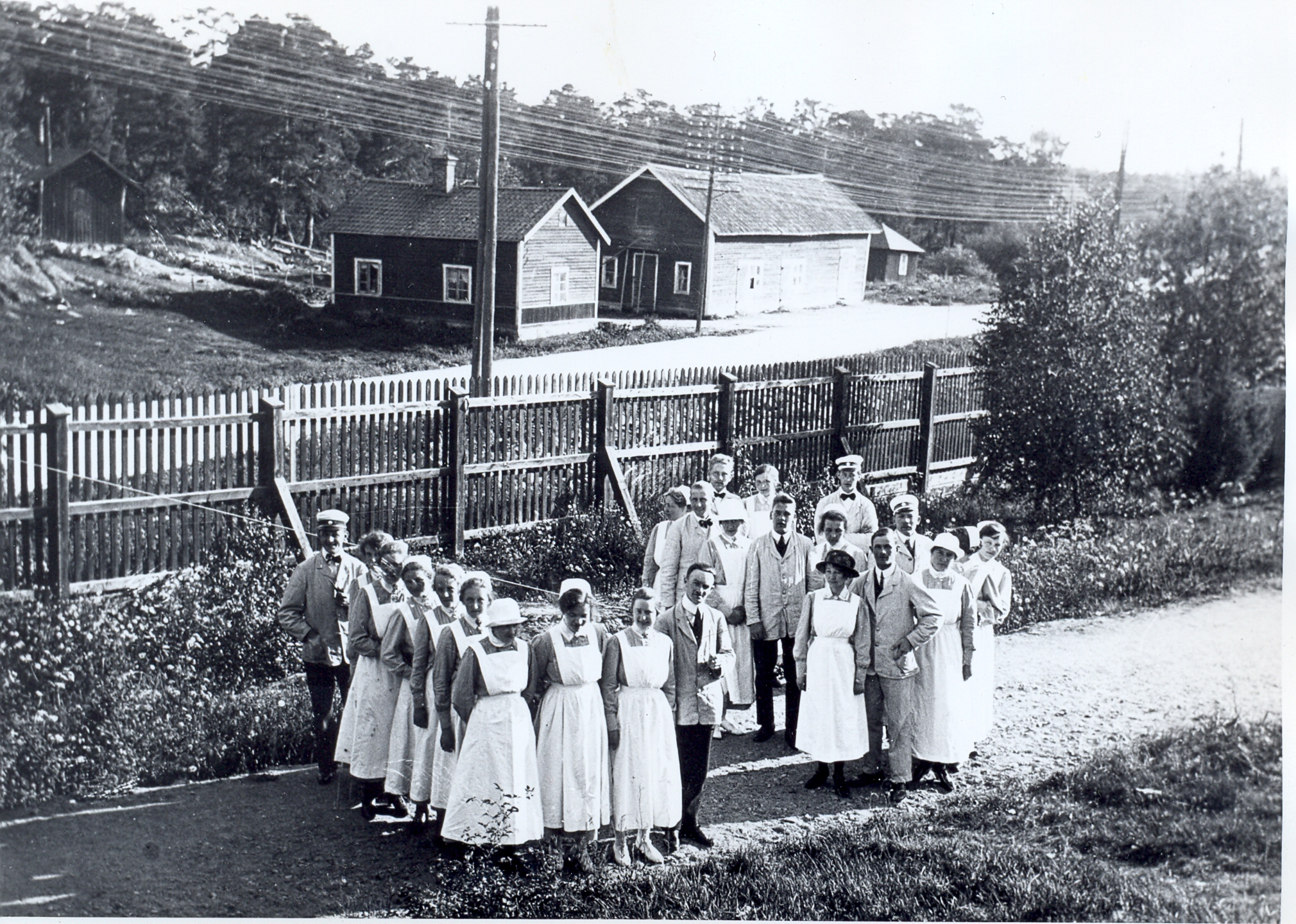
Sjukhuspersonal vid f.d. Gamla Södertäljevägen (nuvarande Mickelsbergsvägen) ca 1920. I bakgrunden syns krogen Långpannan.

År 1902 beviljade stadsfullmäktige, Stockholms stad, medel för att bygga en anstalt för tillfällig vård av sinnessjuka vid Långbro gård i dåvarande Brännkyrka landskommun (nuvarande stadsdelen Långbro). Staden köpte 56 tunnland skogsmark av ägaren, Alfred Söderlund. Gustaf Wickman fick 1904 uppdraget av Medicinalstyrelsen att rita det nya sjukhuset. Byggarbetena, utförda av byggmästaren Frans Albert Andersson, påbörjades 1905 och avslutades i maj 1910, men redan i december 1909, då manspaviljongen och alla ekonomibyggnaderna var färdiga, kunde anstalten delvis tas i bruk. Utom två sjukpaviljonger, en för manliga och en för kvinnliga patienter, fanns en särskild administrationsbyggnad, en ekonomibyggnad, bostad för överläkaren, uthus m.m. Sjukhusets ändamål var att motta sinnessjuka från Stockholms stad och vårda dessa patienter.
Sjukplatserna på anstalten uppgick 1912 till 640. År 1922 fullbordades en ny paviljong varigenom platsantalet utökades till 730. Till följd av ytterligare utbyggnad uppgick platsantalet då det var som störst, på 1970-talet, till 1350. Därefter påbörjades avvecklingen så att det 1993 fanns 600 platser, varefter sjukhuset helt nedlades 1997.
Den tyske nazisten Hermann Göring var vid flera tillfällen under perioden 1925–1927 intagen på Långbro sjukhus på grund av psykisk ohälsa, som en följd av hans morfinmissbruk.
”Elisabeth” kallades en patient som av pressen fått epitetet ”Sveriges farligaste kvinna”. Hon vårdades redan som nioåring på institution, på grund av sina aggressioner och utbrott. Tolv år gammal flyttades hon till en psykiatrisk klinik vid Långbro sjukhus. En bild togs av ”Elisabeth”, iklädd en svart sopsäck och fjättrad till händer och fötter, med hjälp av en insmugglad kamera 1977. Då var hon 22 år gammal och betraktades som en psykologisk gåta. I årtionden trodde läkarna att hon led av en allvarlig psykos. Först 1990 fick hon rätt diagnos och rätt behandling. Hon skrevs ut 1999, som en av de sista patienterna vid sjukhuset.

## Parken

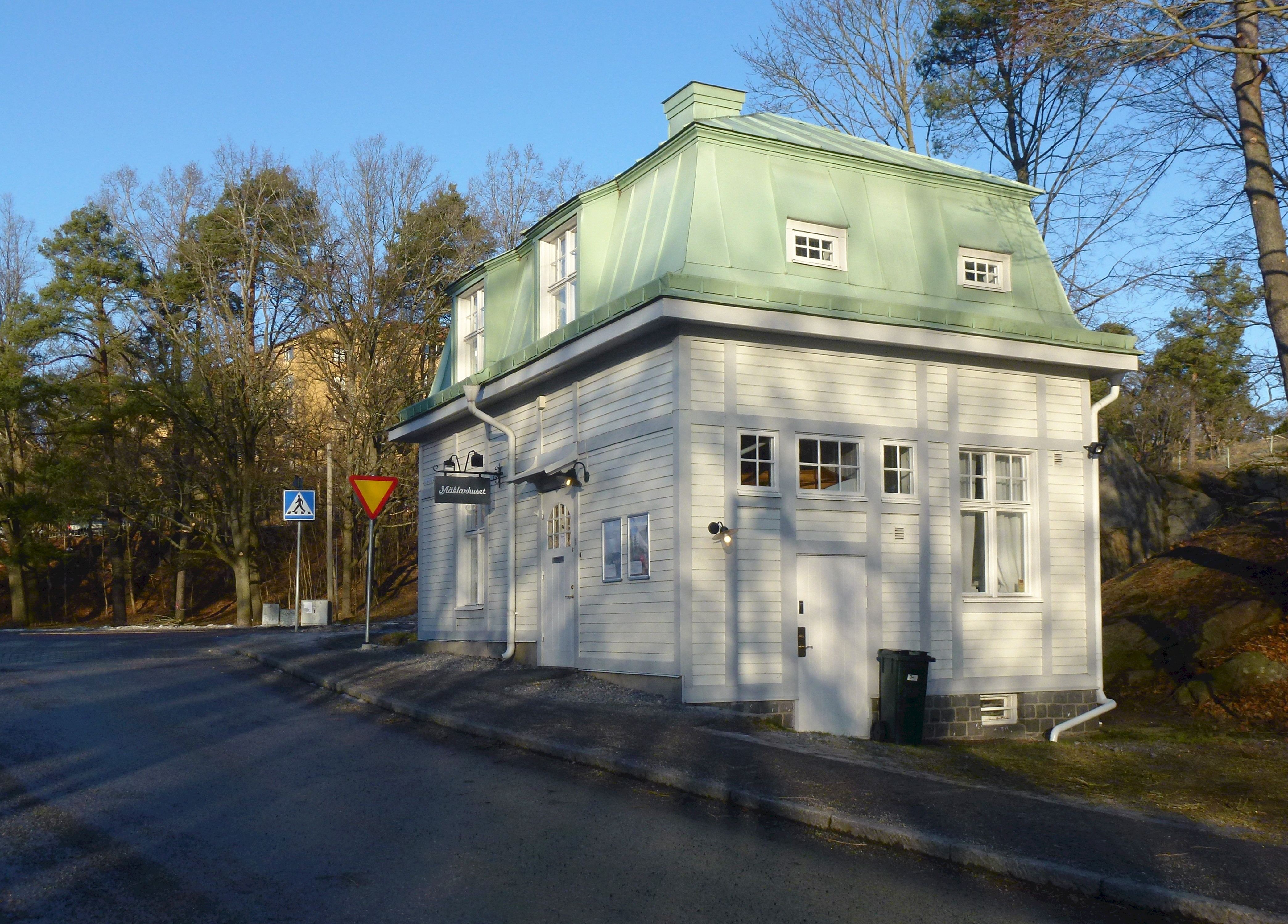
Gamla grindstugan vid Mickelsbergsvägen.
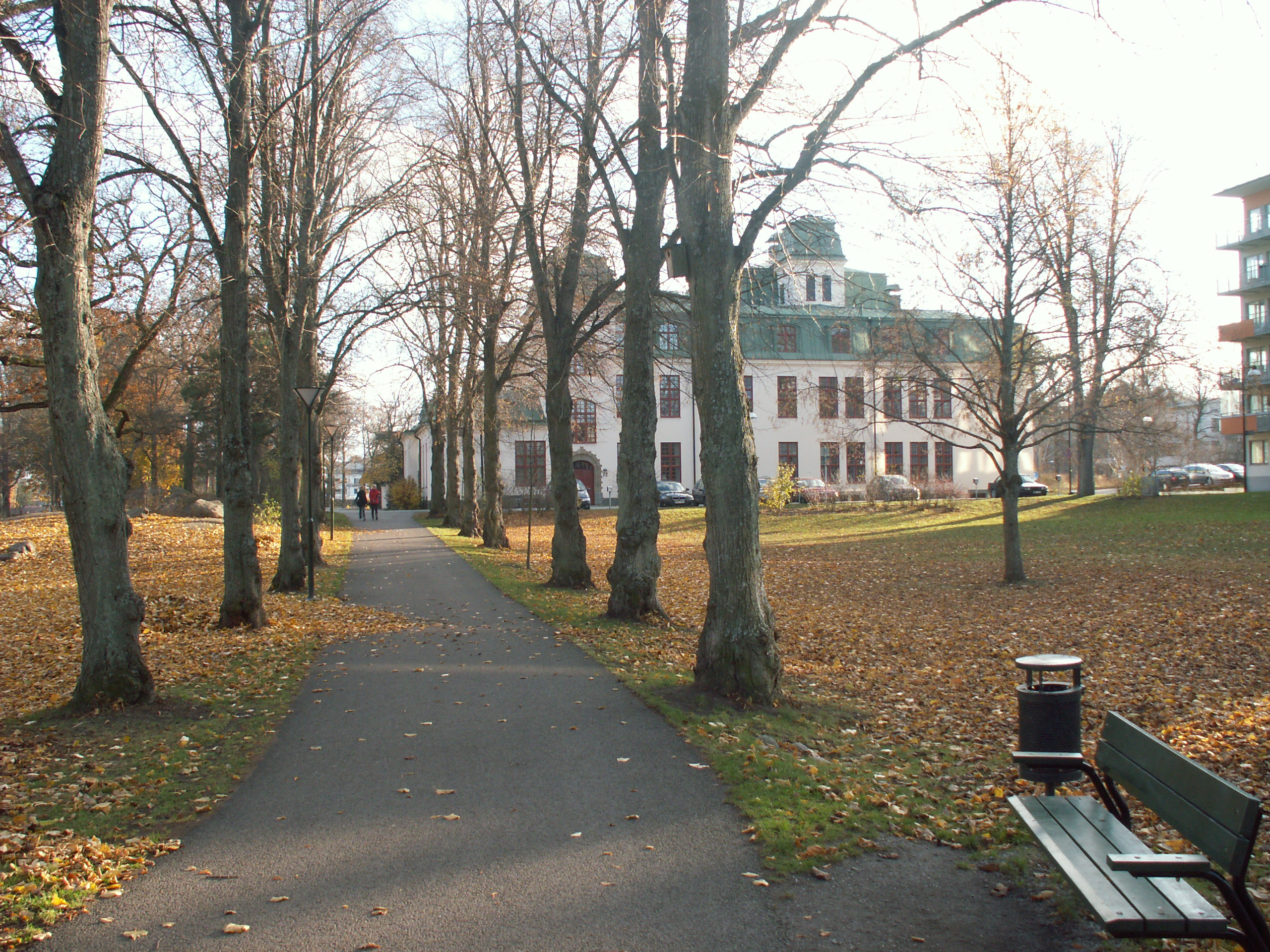
Långbroparken, Stora Kvinns.
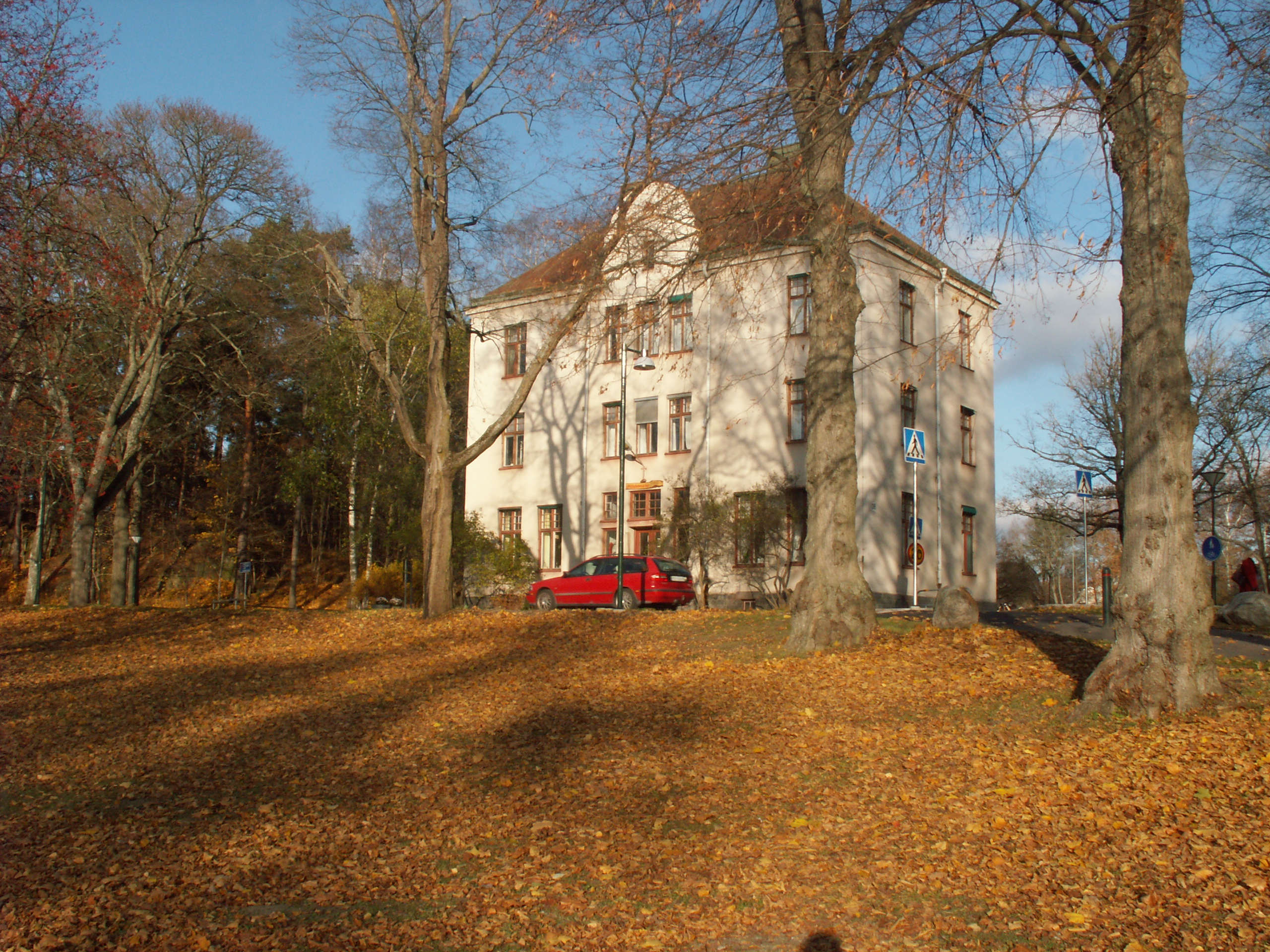
Långbroparken, Dammvillan.
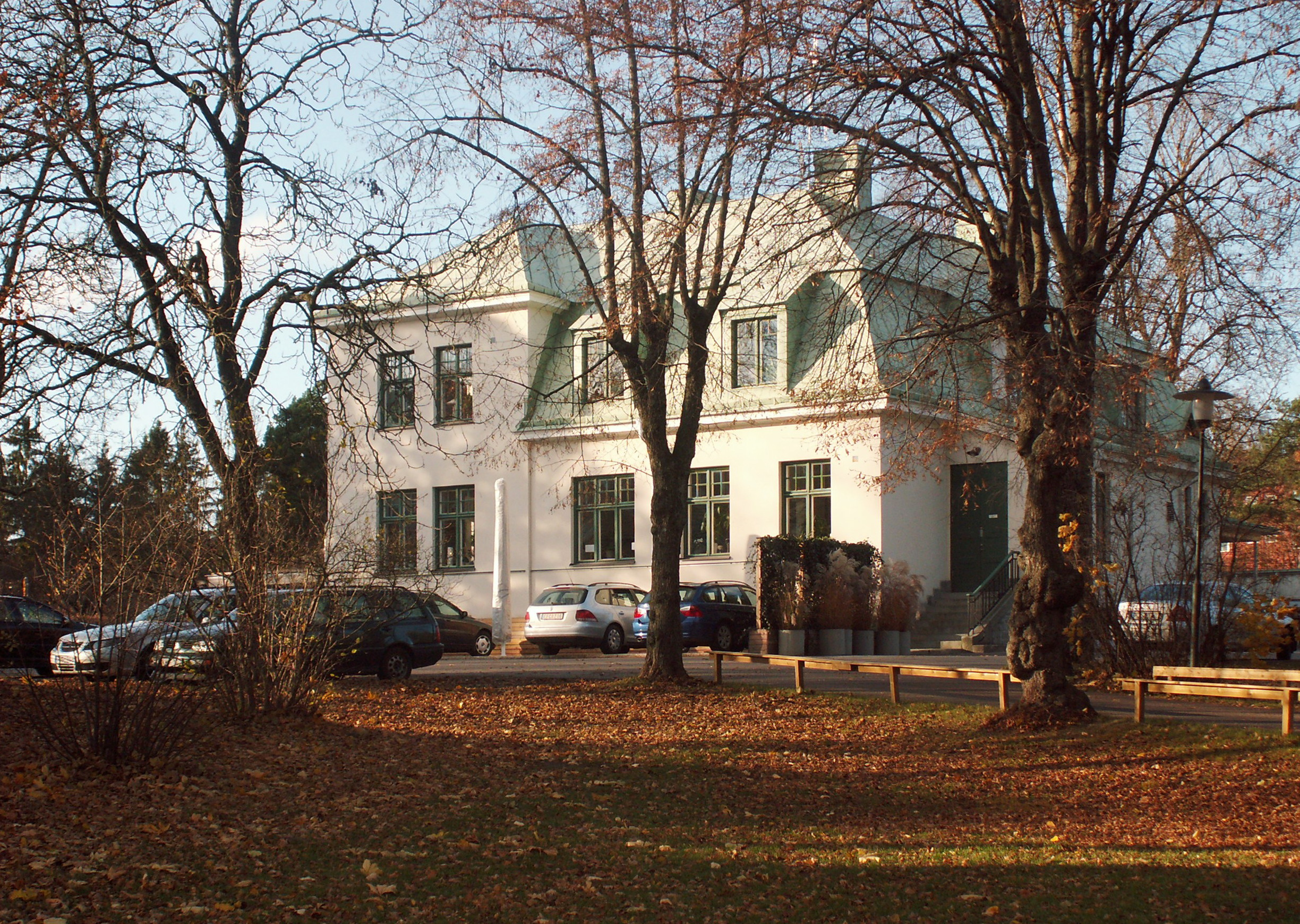
Långbroparken, Långbro värdshus.